# VZ Sagittarii
VZ Sagittarii är en eruptiv variabel av RCB-typ (RCB) i stjärnbilden Skytten.
Stjärnan har magnitud +10,12 och når i förmörkelsefasen ner under +15,0.